# Monte Carlo (film 2011)
Monte Carlo è un film del 2011 diretto da Thomas Bezucha.
Le protagoniste del film sono Selena Gomez, Katie Cassidy e Leighton Meester che nel film interpretano tre amiche che organizzano un viaggio a Parigi. Il film si basa sul romanzo Headhunters di Jules Bass.

## Trama
Grace Bennett è una studentessa del Texas prossima alla maturità che lavora come cameriera, con la sua migliore amica Emma Perkins, per guadagnare i soldi per un viaggio insieme a Parigi dopo il suo diploma. A seguito della proclamazione, il patrigno di Grace acquista un biglietto aereo anche per la sua sorellastra Meg , sperando che questo viaggio possa farle tornare il sorriso dato che è ancora provata dalla morte della madre. Inizialmente Grace ed Emma non prendono bene la notizia, poiché non hanno un buon rapporto con lei, ma accettano lo stesso di portare Meg. La sera prima della partenza Owen, il fidanzato di Emma, fa una proposta di matrimonio alla ragazza con lo scopo di non farla partire, ma poiché lei non rinuncia al viaggio finiscono per litigare. A Parigi le ragazze scoprono che il tour e l'albergo che Grace ha prenotato non è quello che si aspettavano. Dopo aver ammirato il panorama dalla cima della torre Eiffel, perdono il bus e la guida del proprio tour, e per ripararsi dalla pioggia trovano rifugio nella hall di un hotel di lusso nel quale Grace viene scambiata da tutti, paparazzi compresi, per un'ereditiera inglese di nome Cordelia Winthrop-Scott. L'ereditiera invece, di nascosto, lascia l'hotel per raggiungere i suoi amici ad Ibiza, così loro trascorrono la notte nella suite di Cordelia e da quel momento per le tre amiche inizia una nuova vacanza.
Come programmato nell'agenda di Cordelia, le tre partono assieme ai bagagli dell'ereditiera, con un jet privato per Monte Carlo dove Cordelia deve partecipare ad un'asta di beneficenza per la quale deve donare una costosa collana di diamanti di Bulgari. Lì incontrano Theo Marchand, il figlio del filantropo che ospita Cordelia. Theo prova antipatia per la natura viziata di Cordelia nonostante non la conosca, ma tra lui e Grace c'è subito una bella simpatia. Durante una festa organizzata in suo onore, Grace incontra la zia di Cordelia, Alicia che la scambia realmente per la nipote grazie alla incredibile somiglianza ed Emma danza con Domenico, un principe francese. Il giorno seguente, Meg si riunisce con Riley, un ragazzo giramondo australiano che ha incontrato brevemente a Parigi. Scoprono che hanno tantissime cose in comune e trascorrono del tempo insieme prima che egli parta per l'Italia per proseguire il suo tour. Quando Grace prende parte ad una partita di polo, Alicia scopre subito che non è sua nipote, che è un vero talento in quello sport. Alicia crede che sua nipote abbia assunto una sosia al suo posto pur di non prendere parte all'asta benefica, ma per non mettere in pericolo l'evento finalizzato alla costruzione di scuole per bambini rumeni, accetta di tacere. Intanto Owen, pentito del suo comportamento, arriva a Parigi in cerca di Emma, ma quando la vede sulla copertina di un giornale, prende subito un treno per Monte Carlo.
La sera prima dell'asta il principe Domenico invita Emma a una cena su uno yacht. Emma indossa la collana di Bulgari ma incontra Meg sulla strada che prende in custodia il gioiello, per paura che venga smarrito. Giunta alla festa, Emma si sente a disagio in quell'ambiente di ricchi che non le appartiene ed è delusa per l'arroganza del principe verso i camerieri. Nel frattempo Meg e Riley si scatenano ad un party, mentre Theo porta Grace a guardare i fuochi d'artificio. Tra i due nasce dell'interesse ma Grace vuole aspettare il giorno dell'asta prima di confessargli la verità. Tornata in stanza, Grace trova Emma pentita di aver litigato con Owen. Il giorno dopo Riley accompagna Meg all'albergo, ma prima di andare le propone di partire con lui in Toscana e che se dovesse cambiare idea l'aspetterà a mezzogiorno in stazione. Una volta entrata in camera Meg si rende conto di aver dimenticato la preziosa collana nello zaino di Riley ma a complicare le cose si aggiunge l'arrivo di Cordelia tornata per presenziare all'asta di beneficenza. Le ragazze riescono a scappare dall'hotel e raggiungono la stazione per cercare Riley, ma scoprono che il treno è già partito. Nel frattempo Cordelia vede su un giornale una foto che la ritrae a una festa con due ragazze e dopo aver scoperto che  la sua collana è sparita, chiama la polizia.
Le ragazze tornano in albergo cercando di sistemare le cose e incontrano Riley, tornato per restituire la collana. Grace e le sue amiche restituiscono la collana a Cordelia, ma lei vuole denunciare la ragazza per essersi spacciata per lei. Emma e Meg cercano di farla ragionare ma Cordelia non vuole sentire ragioni, così le ragazze la legano e imbavagliano per portare a termine l'asta. Nel frattempo nell'albergo arriva anche Owen ad attendere Emma, lui le chiede perdono e la coppia si riappacifica. Cordelia riesce a scappare e rivela la frode di Grace, chiedendo anche che questa venga arrestata, ma dopo che Grace fa una pubblica confessione, la zia Alicia, credendo nella sua buona fede, inaspettatamente fa una generosa offerta per la collana di 6 milioni di euro.
Alla fine Meg decide di unirsi a Riley nel suo viaggio intorno al mondo che è su una cima di Machu Picchu; Owen ed Emma si sposano e vivono in Texas; mentre Grace fa da volontaria nelle scuole in Romania dove rincontra il suo amore conosciuto a Monte Carlo, Theo.

## Produzione
Nicole Kidman, Denise Di Novi e Alison Greenspan sono i produttori del film per la 20th Century Fox e la New Regency Productions. La produzione ha cominciato a girare in Ungheria dal 5 maggio 2010 a Budapest.

## Distribuzione
Il film è stato distribuito dal 1º luglio 2011 negli Stati Uniti e dal 22 luglio 2011 in Italia.